# Фрідріх фон Ізенбург-Бюдінген-Меергольц
Фрідріх Казимир Вольфганг Адольф Георг Фердинанд Юлій Генріх фон Ізенбург-Бюдінген-Меергольц (нім. Friedrich Kasimir Wolfgang Adolf Georg Ferdinand Julius Heinrich, Erbgraf von Isenburg-Büdingen-Meerholz, нар. 10 серпня 1847 або 1948, Меергольц, Німеччина — пом. 29 березня 1889,Меергольц, Німеччина) — спадковий граф Ізенбург-Бюдінгена в Меергольці, політик.  Він був феодалом і, отже, членом «Першої палати маєтків» (парламенту) Великого герцогства Гессен (1872–1878).

## Життєпис

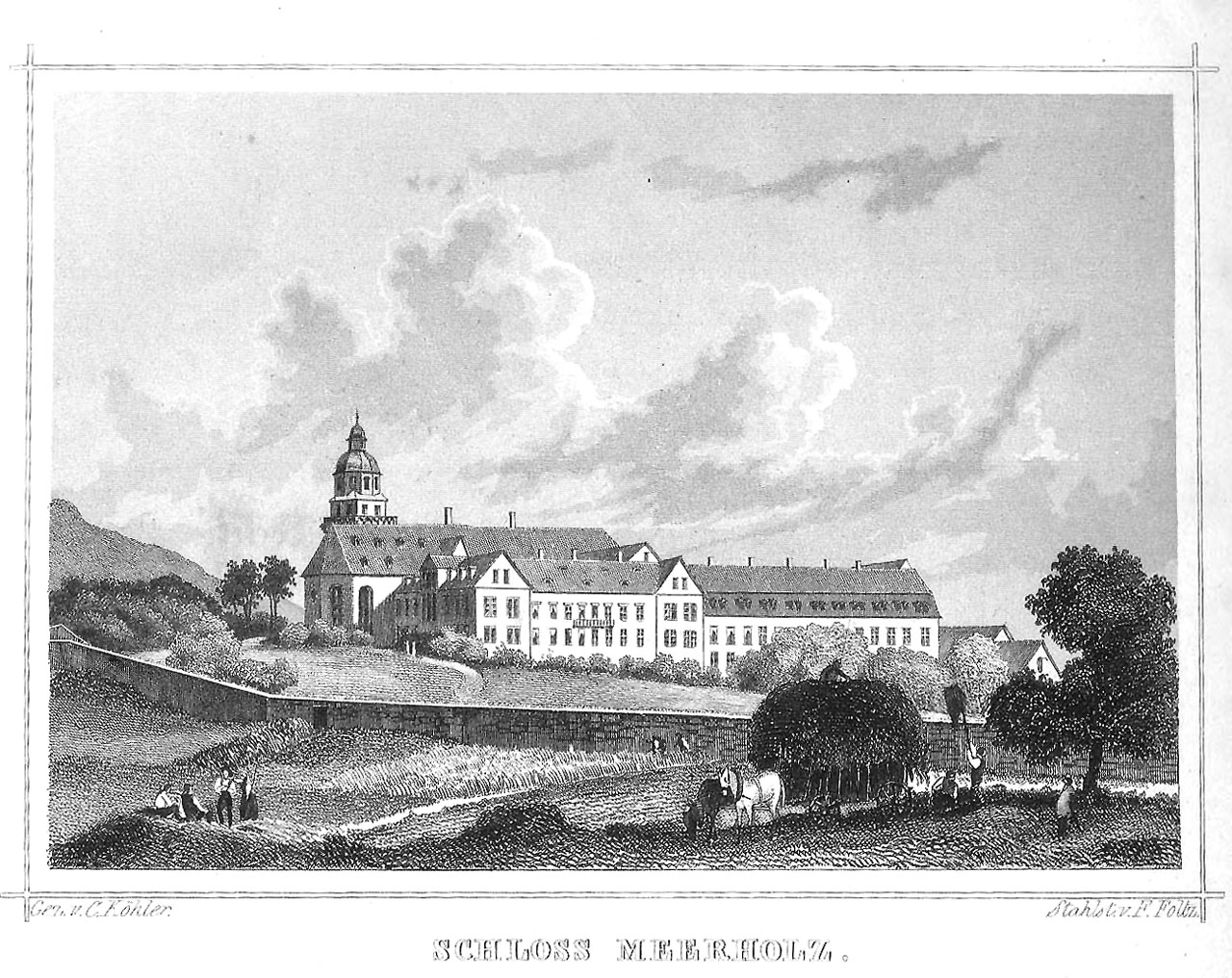
Палац Меєргольц (1850) у Гельнгаузені

Він був старшим сином графа Карла Фрідріха фон Ізенбург-Бюдінген-Меергольц (1819–1900) та його першої дружини графині Йоганни Констанції Агнес Хелени фон Кастель-Кастель (1822–1863). Його батько одружився вдруге в Бюдінгені 21 листопада 1865 р. з принцесою Агнес фон Ізенбург-Бюдінген-Бюдінген (1843–1912).
Після закінчення середньої школи в Гютерсло Фрідріх вивчав право в Боннському університеті. У 1868 році він став членом студентської організації Corps Borussia Bonn.  Він був секретарем (shriftfiurer) у «Першій палаті маєтків» Великого герцогства Гессен (1872-1878). Фрідріх продовжує носити свій попередній титул і звертатися до нього буде "Euer Erlaucht". 
Він брав участь у санітарному полку (Sanitätskorps) під час франко-німецької війни (1870–1871).
Він помер перед своїм батьком, 29 березня 1889 року в Меергольці, у віці 41 року, та був похований у Меергольці.

## Прізвище

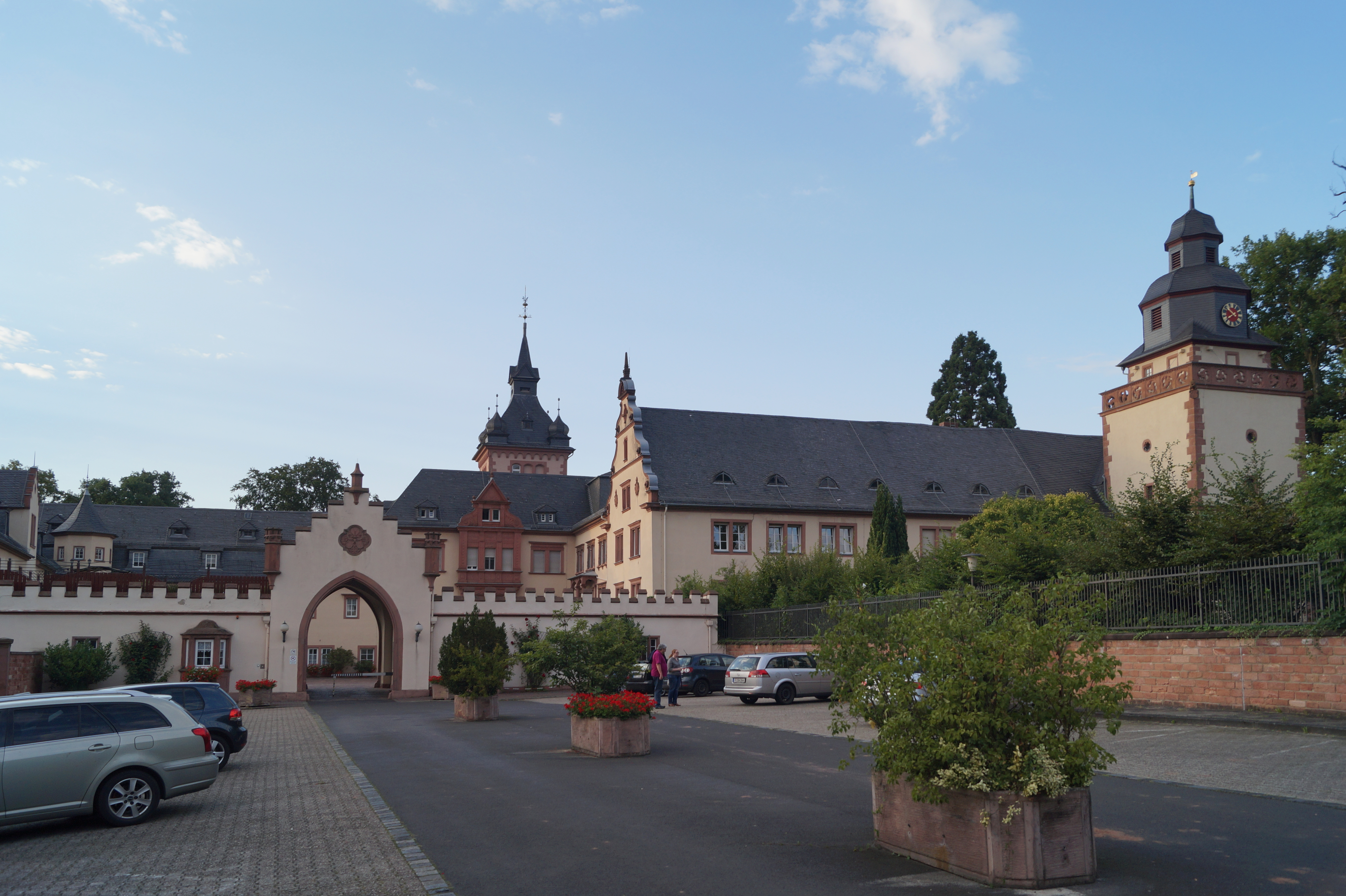
Палац Меєргольц

Фрідріх фон Ізенбург-Бюдінген-Меергольц одружився 20 липня 1875 року в Грайці з принцесою Марією Генрієттою Августою Ройс-Грайц, старшої Лінії (* 29 березня 1855, Грайц; † 31 грудня 1909, Гьотенбах біля Ганау), дочкою принца Генріха XX Ройс-Грайца (1794–1859) і ландграфині принцеси Кароліни фон Гессен-Гомбург (1819–1872).  Шлюб бездітний.  
Його молодший брат, також бездітний, Густав Клеменс Фрідріх Карл Людвіг (1863–1929) був останнім спадкоємним графом лінії Ізенбург-Бюдінген-Меергольц, політиком (1901–1918), одруженим 17 квітня 1896 року на графині Теклі Донаті Шарлотті фон Шонбург-Вальденбург (1867–1939), доньці принца Карла Ернста фон Шенбург-Вальденбурга (1836–1915) і графині Софії Шарлотти Хелени фон Штольберг-Вернігероде (1840–1908). 

## Література

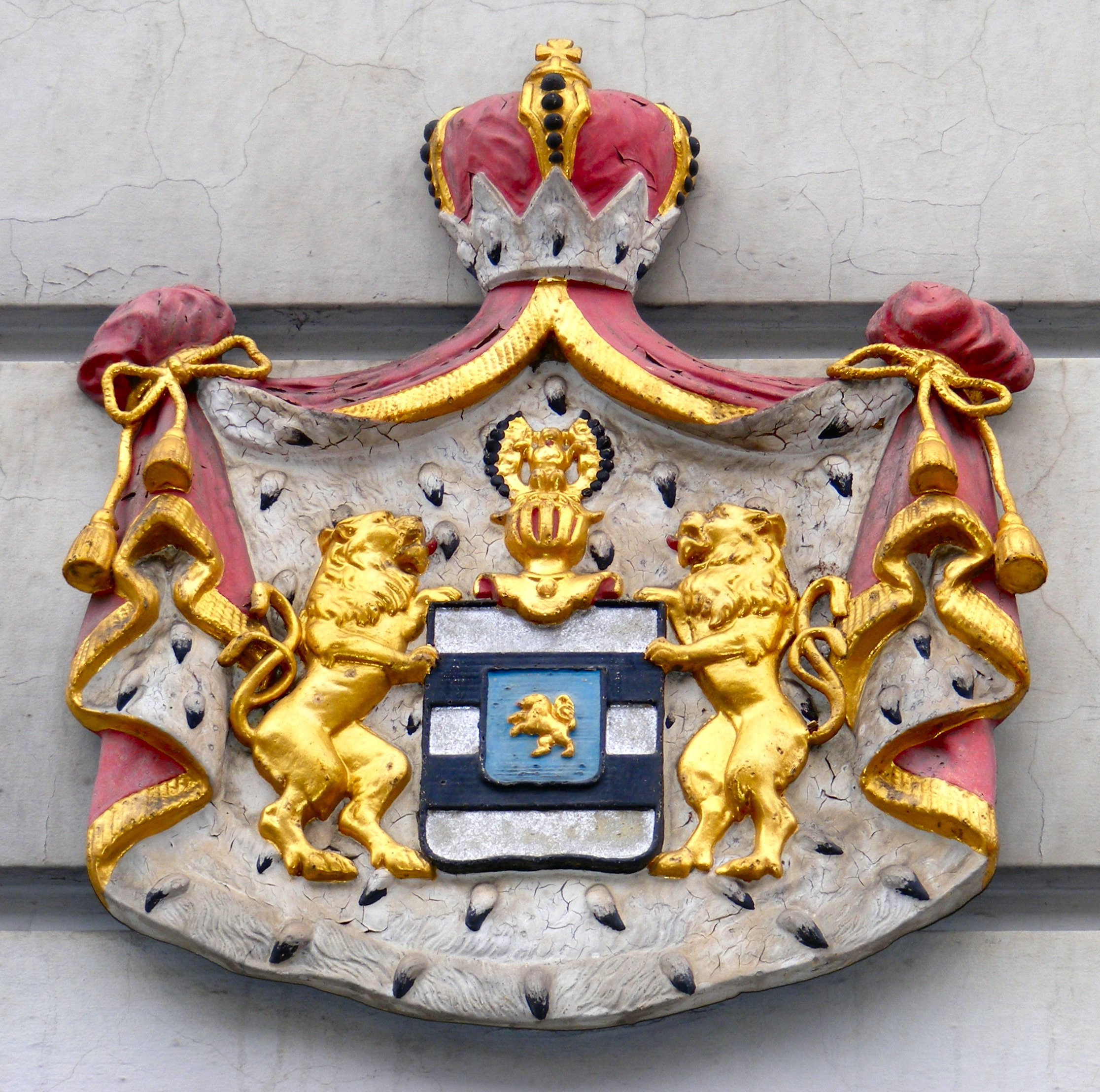
Герб землі Ізенбург-Бірштайн у Фульді

## Зовнішні посилання
- Friedrich Graf zu Ysenburg und Büdingen in Meerholz, Genealogics ~ Лео ван де Пас і тепер Ян Феттес
- Фрідріх Граф цу Ізенбург у Меергольці, thepeerage.com
- Фрідріх Казимир Вольфганг Адольф Георг Фердинанд Юлій Генріх Ербграф цу Ізенбург унд Бюдінген, Ербграф, geni.com
- Grafen von Isenburg-Büdingen-Meerholz, geneall.net